# Ormø-Færder landskapsvernområde
59°8′12″N 10°29′58″Ø / 59.13667°N 10.49944°Ø
Ormø-Færder landskapsvernområde blev oprettet af kongen i statsråd 30. juni 2006. Området omfatter store dele af skærgården østligst i kommunerne Nøtterøy og Tjøme i Vestfold og Telemark fylke i Norge, og har et areal på  111 kvadratkilometer. 
Landskapsvernområdet omfatter et stort antal større og mindre øer, og desuden havområdet mellem disse. Det gælder Ormø, Bjerkøy, Bolærne, Rauer, Roppestadholmen, Søndre Årø, Reiern, Leistein, Mostein, Burøy, Froungen, Ildverket, Busteinene, Sandø, Store Færder m.fl. 
I forbindelse med oprettelsen af Ormø-Færder landskapsvernområde er flere gamle naturbeskyttelsesfredninger i Tjøme ophævet.
Fylkesmannen i Vestfold fik i 2012, fra Miljøverndepartementet, til opgave at et  plan- og udredningsarbejde som skal føre frem til at landskapsvernområdet, med enkelte mulige grænsejusteringer, skal omreguleres til nationalpark. Nationalparken ventes at få navnet Færder nationalpark. 

## Eksterne kilder og henvisninger
- Om Ormø–Færder landskapsvernområde i Direktoratet for naturforvaltnings netsted Naturbase
- Om Rønneskjærene naturreservat i Direktoratet for naturforvaltnings netsted Naturbase
- Verneplan for nasjonalpark i Vestfold Oppstart av plan og utredningsarbeid Mai 2012 (Webside ikke længere tilgængelig)
- Nøtterøy kommunes hjemmeside (Webside ikke længere tilgængelig)
- Her ligger Norges nye nasjonalpark